# Quart de pixel

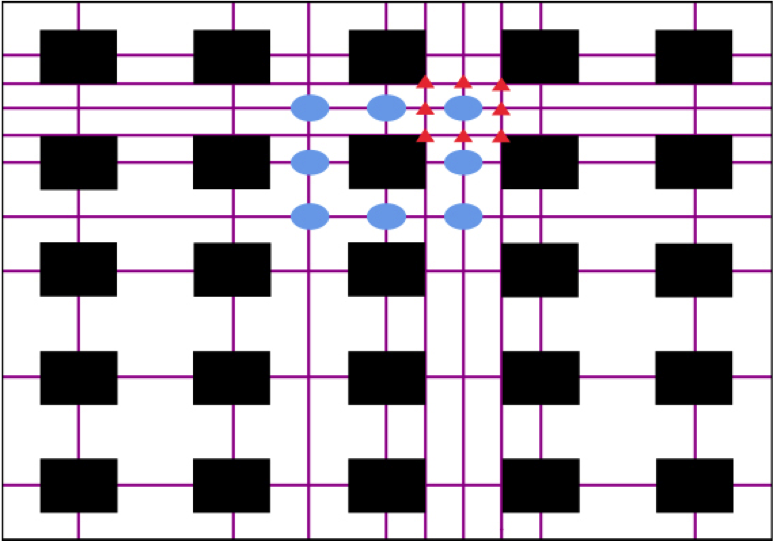
Positions de recherche des différentes unités de pixels.

Le quart de pixel ou  Qpel ou (en) Quarter pixel est utilisé dans l'image numérique pour désigner au quart du pixel standard. Beaucoup de normes d'encodage vidéo telles que MPEG-4 ASP et H.264/AVC utilisent cette unité en tant qu'élément de précision pour encoder une image lors des étapes de prédictions temporelles ou plus précisément pour l'estimation de mouvement et la compensation de mouvement. L'objectif de ces étapes est de chercher dans une image référence, le bloc ou macrobloc qui minimise la règle d'optimisation prédéfinie par l'encodeur et qui permettra d'encoder le macrobloc de l'image courante. Même si le résultat donne un vecteur de mouvement plus précis ce qui est plus coûteux à encoder quant au nombre de bits, il en résulte que la compression est en général plus efficace. En effet, le coût binaire de codage des résidus établis à partir du bloc de référence et du bloc d'origine est plus faible puisque le bloc de référence pointé par le vecteur est généralement plus adapté et la qualité du macrobloc est également meilleure. La précision au quart de pixel augmente la qualité de la vidéo en comparaison au demi-pixel ou au pixel ((en)full pixel), mais l'amélioration peut causer un coût de codage plus important surtout au niveau des vecteurs de mouvement. Afin de profiter au mieux de l'efficacité du Qpel, plusieurs techniques d'optimisation ont été implémentées, la plus connue étant l'optimisation débit-distorsion :  elle consiste à minimiser un compromis entre la différence de qualité entre les deux blocs ou distorsion et le cout de codage de cette différence relativement à la compression binaire.

## Utilisation
Les produits logiciels d'encodage vidéo tels que Xvid, 3ivx et DivX Pro Codec qui sont basés sur la norme MPEG-4 utilisent des algorithmes d'estimation de mouvement pour augmenter de façon significative la compression vidéo. Le niveau de résolution par défaut pour l'estimation de mouvement pour beaucoup d'implémentations du MPEG-4 ASP est le demi-pixel alors que le quart de pixel est spécifié dans le standard. Dans la norme H.264, le quart de pixel est utilisé par défaut.

## Méthode d'interpolation
Les images à encoder ont une précision au pixel près. Pour effectuer une compensation de mouvement au quart de pixel et également au demi-pixel, une interpolation entre pixel est effectuée antérieurement afin de définir les valeurs de ces sous-pixels. Certains standards tels que VC-1 utilisent l'interpolation bicubique ; H.264/AVC utilise un filtre de dimension 6 (6-tap filter) pour l'interpolation au demi-pixel et un simple échantillonnage bilinéaire pour atteindre la précision au quart de pixel à partir des valeurs au demi-pixel,. Cela permet aux encodeurs de calculer les trames à la précision du demi-pixel avant de commencer le processus d'encodage, alors que le quart de pixel peut être calculé à la volée. Étant donné la simplicité du filtre bilinéaire, l'interpolation au Qpel nécessite peu de ressources CPU.

## Formats vidéo supportant le Qpel
- H.264
- MPEG-4 ASP
- VC-1
- VP7